# Sigebert av Gembloux
Sigebert av Gembloux, född omkring 1030,  död 5 oktober 1112 i Gembloux (dagens Belgien), var en benediktinermunk tillika en ghibellinsk helgontecknare, polemiker och krönikör.

## Biografi
Som mycket ung överlämnades Sigebert som oblat till klostret i Gembloux nära Namur i Brabant. Vid klostret fick han en god utbildning, som delvis tillhandahöll av Olbert de Gembloux.
Han skickades vidare till klostret i Saint-Vincent de Metz och blev skolmästare vid klostret, det vill säga rektor för klostrets skola. Under de 25 åren vid klostret i Saint-Vincent som han började utföra sina första helgonskildringar. 
Mellan 1070 och 1075 återvände han till klostret i Gembloux, där han stannade till slutet av sitt långa liv. Hans levnadstecknare har skildrat en varm person, och prisat hans lärdom, fromhet och hjärtlighet.
Han tog kejsarna Henrik IV och Henrik V:s parti mot påvarna Gregorius VII, Urban II och Pascal II. Han dog år 1112.

## Skrifter

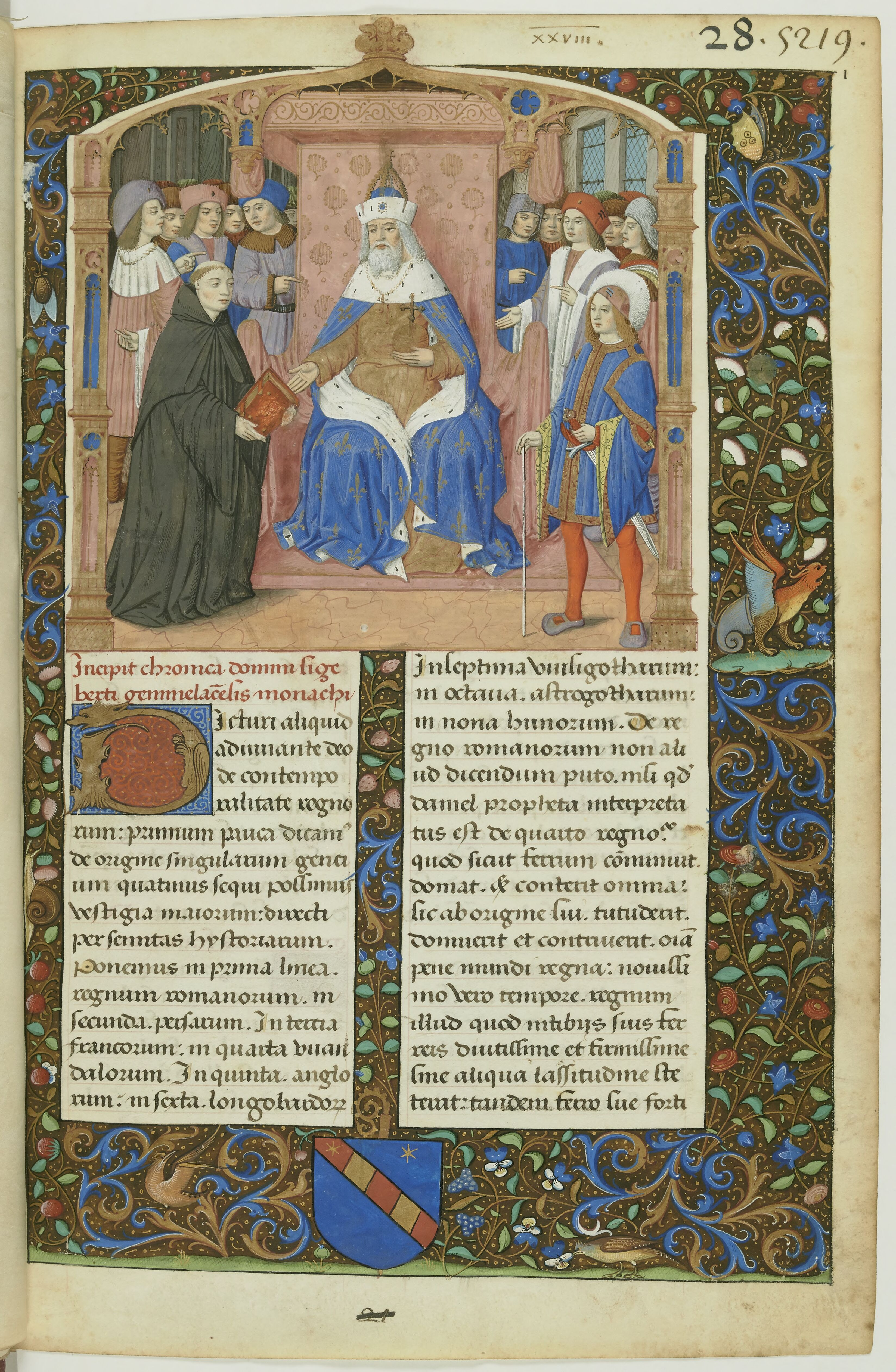
Sigebert de Gembloux lämnar över sin krönika till kejsaren. Frontespis av ett 1400-talsmanuskript.

Sigeberts författarskap delas in i tre olika genrer :
- Hagiografiska skrifter: På grund av tidens andliga krav skrev han många helgonskildringar, skrifter med lågt historiskt eller biografiskt värde men med ett stort fokus på mirakel.Han har bland annat skrivit om Thierry, grundare av klostret i Metz, Lucias passioner och profetior, Sigibert I:s liv liksom Lambertus liv. Sigebert skrev också De viris illustribus mot slutet av sitt liv, där han samlade en rad biografiska anteckningar om samtida författare. Han listade också sina verk.
- Polemiska skrifter: 1075 var Sigebert för första gången motståndare till påven Gregorius VII som hade förklarat de sakramentala handlingar som utfördes av simoniska präster för ogiltiga. Hans motstånd var än större mot samme Gregorius VII i samband med Investiturstriden. Sigebert var en av de mycket få kyrkliga som försvarade kejsar Henrik IV av det tysk-romerska riket, när han 1076 avsattes och bannlystes av Gregorius VII för att ha brutit mot ordern att inte utse biskopar själv.   Omkring 1102 uppstod en ny strid, denna gång mot påven Paschalis II som hade uppmanat greven av Flandern att ge sig ut på ett "korståg" mot prästerna i Furstbiskopsdömet Liège och andra som stödde Henrik IV. Tonen i skrifterna från striden är skarp, och han protesterar mot de romerska påvarnas ambitioner.
- Historiska skrifter: det är framför allt som krönikör som Sigebert har gått till historien. Faktum är att alla stora kloster hade krönikörer under medeltiden, men Sigebert var en av de mest framstående inom genren. Han skrev Gesta abbatum Gemblacensium (1071) som berättar vad han vet om förvaltningen av klostret och dess första abbotar. Detta arbete fortsattes efter hans död, fram till 1136.  Hans mest berömda och historiskt sett mycket värdefulla verk är Chronographia, en universalkrönika över de viktigaste händelserna mellan 379 eller 381 till 1111, och som bygger vidare på Hieronymus verk. Han började arbetet med krönikan efter 1083, publicerade den 1105 och fortsatte sedan till 1111. Han citerade många källor som sedan dess har gått förlorade. Krönikan var mycket populär under senmedeltiden. Den kopierades ofta, användes av många författare och trycktes slutligen när Gutenbergs nya teknik blev tillgänglig (1513).

Sigebert är en av författarna som brukar citeras apropå berättelserna om påvinnan Johanna, men fader Pagi har visat att fabeln inte omnämns i Sigeberts äldsta manuskript, och i de manuskript som talar om fabeln, återfinns bara orden Fama est hunc Joannem fuisse fœmam. Spanheim menar utifrån detta att Sigebert inte kan ses som någon auktoritet vad gäller fabeln.

## Verk
- (latin) Gesta abbatum Gemblacensium
- (latin) Chronographia
- (latin) De scriptoribus ecclesiasticis
- (latin) Virginalis sancta frequentia
- (latin) Vita brevior Sigeberti regis
- (latin) Acta Sanctae Luciae, Heidelberg : Editiones Heidelbergenses, 2008